# اقدام مشترک برای پناهندگان

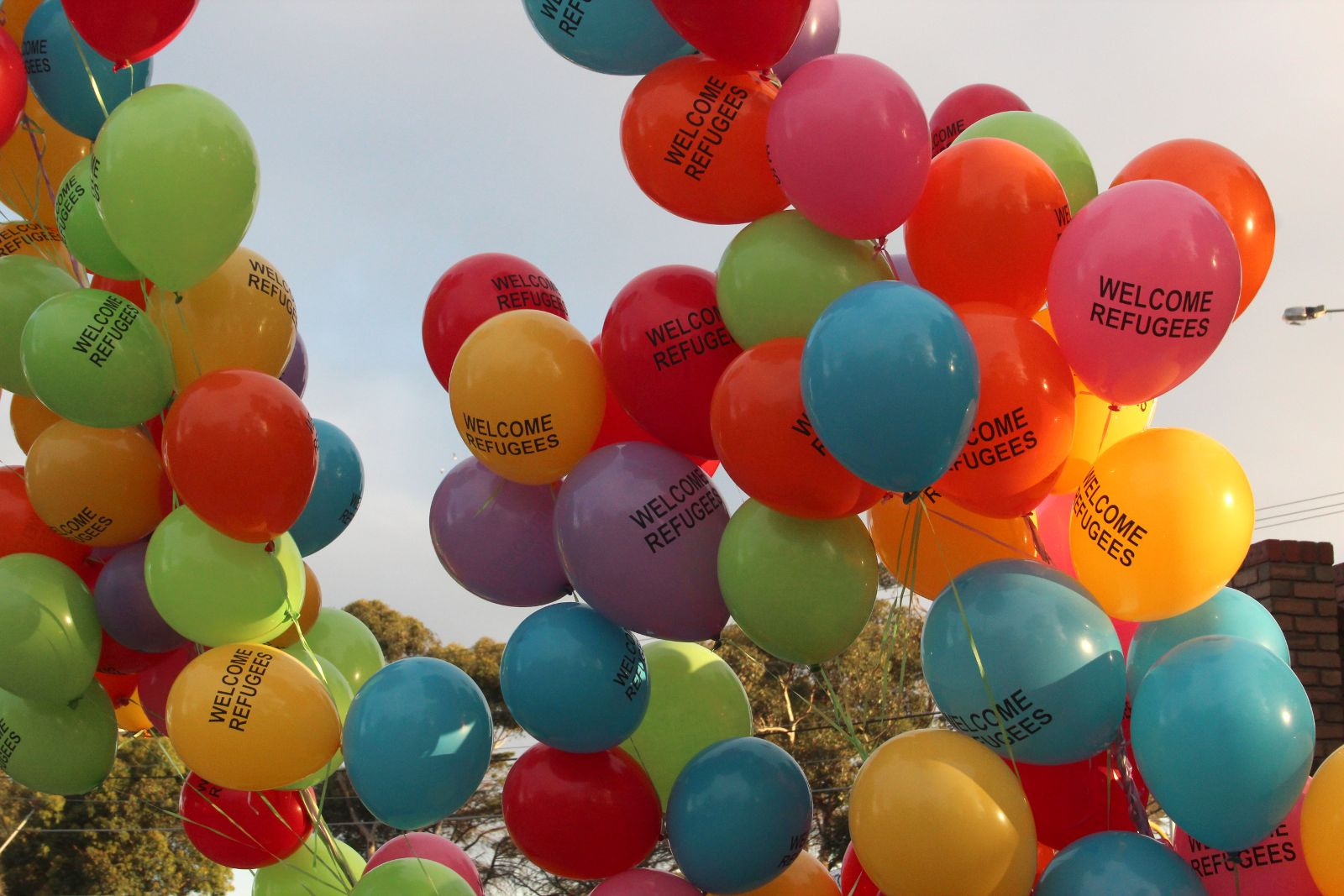
بالن‌ها در یک حادثه سازمان یافته توسط اقدام مشترک برای پناهندگی در همبستگی با پناهندگان در اعتصاب غذا در بازداشتگاه مهاجرت در ملبورن، ۲۰۱۲

اقدام مشترک برای پناهندگان (انگلیسی: Refugee Action Collective) یک گروه از فعالان دفاع از حقوق پناهنده در استان ویکتوریا در ملبورن استرالیا است.

## شرح
اقدام مشترک برای پناهندگان مجموعه اقداماتی است که توسط فعالان حقوق پناهندگان در حمایت از متقاضیان پناهندگی در استرالیا انجام می‌گیرد و به سازماندهی اقدامات اعتراضی در حمایت از پناهندگان می‌پردازند از جمله برگزاری تظاهرات و شب زنده‌داری. علاوه بر این دربرابر اقدامات ستیزه‌جویانه دولت علیه پناهندگان مانند شورش‌ها یا مخفی کردن بازداشت‌شدگان به فعالیت می‌پردازد.

## تاریخچه
اقدام مشترک برای پناهندگان در اواخر سال ۲۰۰۰ توسط تعدادی از فعالان حامی پناهندگان تأسیس شد تا در برابر سیاست‌های دولت سابق هوارد که علیه پناهندگان عمل می‌کرد مانند بازداشت‌های اجباری پناهندگان، صدور ویزاهای موقت که سیاستهای نژادپرستی نام گرفته بودند، دست به یک اقدام جمعی بزند. شرکت همراه با فعالان حزب کمونیسم کارگری برای جلوگیری از بازداشت شدگان در زندان وومرا در سال ۲۰۰۲. برگزاری تظاهرات علیه دستگیرشدگان در مقابل بازداشتگاه باکستر در سال ۲۰۰۵ و شرکت در تظاهرات علیه حادثه تامپا در سال ۲۰۰۱ که طی آن دولت استرالیا مانع از ورود ۴۸۳ پناهجو به این کشور شد.

## سال‌های اخیر
اقدام مشترک برای پناهندگان تا سال ۲۰۰۹ علیه مواضع دولت رود گیلارد در حمایت از پناهجویان ببرهای تامیل فعالیت داشتند. در سال ۲۰۱۰ با شرکت در ائتلافی از نیروها از دولت خواستار پایان دادن به توقف درخواست‌های پناهندگان شدند و مواضع دولت را تکرار ماجرای تامپا نامیدند این حرکت به دنبال منجمد کردن درخواست پناهندگان افغانی و سریلانکایی بود. در سال ۲۰۱۰ گروه اقدام مشترک برای پناهندگان تظاهراتی را در جلوی زندان ماری بیرنانگ برگزار کردند. این تظاهرات در حمایت از یک تامیلی بود که اعتصاب غذا کرده بود زیرا برغم پذیرفتن پناهندگی اش اما می‌بایستی اجازه تاییدش توسط سازمان اطلاعات استرالیا مورد تأیید قرار می‌گرفت.